# شبی با تو
شبی با تو (ایتالیایی: Una notte con te) یک فیلم کمدی به کارگردانی اِمریش والتر اِمو و فروچو بیانچینی است که در سال ۱۹۳۱ منتشر شد.

## بازیگران
- السا مرلینی
- نینو بزوتسی
- اوگو چزری
- آنجلو فراری
- اولینا پائولی